# Liste der Flaggen der Weimarer Republik
Unter der Liste der Flaggen der Weimarer Republik finden sich Flaggen, die in der Zeit von 1919 bis zum Beginn des Nationalsozialismus im Jahr 1933 in der Weimarer Republik Verwendung fanden.

## National- und Handelsflaggen
| Flagge | Datum     | Bezeichnung                          | Beschreibung |
| ------ | --------- | ------------------------------------ | --- |
|        | 1919–1933 | Nationalflagge                       | In der Reichsverfassung vom 11. August 1919 festgelegt. Die Flagge wurde bis zum 12. März 1933 verwendet, als sie durch einen Erlass Paul von Hindenburgs durch Schwarz-Weiß-Rot ersetzt wurde. Die Veröffentlichungen zeigen die Flaggenmaße als 2:3. |
|        | 1919–1933 | Handelsflagge                        | Gleichzeitig mit der Nationalflagge am 11. August 1919 festgelegt. Verwendet bis zum 1. Mai 1933. Maße der Flagge: 2:3. |
|        | 1921–1933 | Handelsflagge mit dem Eisernen Kreuz | Durch Verordnung vom 11. April 1921 festgelegt. Eingeführt am 31. Juli 1921 zeigt diese Flagge zusätzlich ein Eisernes Kreuz auf den schwarz-rot-goldenen Reichsfarben. Am 16. Juli 1933 wurden durch Verordnung die schwarz-rot-goldenen Farben entfernt. Die Flagge konnte von Schiffsführern der Handelsmarine gezeigt werden, die ehemalige Angehörige der Kriegs- bzw. Reichsmarine waren. |

## Reichsbanner
| Flagge | Datum     | Bezeichnung  | Beschreibung |
| ------ | --------- | ------------ | --- |
|        | 1927–1933 | Reichsbanner | Das Reichsbanner der Republik wurde im Jahre 1927 eingeführt und bis zur Abschaffung durch die Nationalsozialisten 1933 verwendet. Es diente dem Einsatz bei Feierlichkeiten, zum Beispiel beim Verfassungstag der Weimarer Republik am 11. August. |

## Reichskriegsflaggen, Kriegsgösch
Hauptartikel: Reichskriegsflagge
| Flagge | Datum            | Bezeichnung        | Beschreibung |
| ------ | ---------------- | ------------------ | --- |
|        | (1903)–1921      | Reichskriegsflagge | Die bereits in der Kaiserzeit verwendete Flagge wurde bis zum 31. Dezember 1921 weitergeführt.                                                            |
|        | (1919)           | Reichskriegsflagge | Die Flagge wurde am 27. September 1919 festgelegt, jedoch nie eingeführt.                                                                                 |
|        | 1921–1933        | Reichskriegsflagge | Durch Verordnung vom 11. April 1921 festgelegt. Erstmals am 11. August 1921 zu Land und ab dem 1. Januar 1922 auch zur See verwendet.                     |
|        | (1903)–1921      | Kriegsgösch        | Die bereits im Jahre 1903 im Kaiserreich eingeführte Gösch wurde zunächst weiter verwendet und erst am 1. Januar 1922 durch nachfolgendes Modell ersetzt. |
|        | (1919)/1921–1933 | Kriegsgösch        | Am 27. September 1919 festgelegt. Eingeführt am 1. Januar 1922 und bis zum 14. März 1933 verwendet.                                                       |

## Flagge und Standarte des Reichspräsidenten und Reichswehrministers
| Flagge | Datum     | Bezeichnung                     | Beschreibung |
| ------ | --------- | ------------------------------- | --- |
|        | 1919–1921 | Flagge des Reichspräsidenten    | Festgelegt am 27. September 1919 wurde die Flagge bis zum 31. Juli 1921 geführt. Maße der Flagge: 3:5. |
|        | 1921–1933 | Standarte des Reichspräsidenten | Die am 31. Juli 1921 eingeführte Standarte wurde vermutlich durchgehend bis zum Jahr 1933 verwendet und ab dem Jahr 1926 zusätzlich zur nachfolgenden Version eingesetzt.                                                                      |
|        | 1926–1933 | Standarte des Reichspräsidenten | Mit Veröffentlichung vom 5. Mai 1926 wurde eine Variante der Standarte gezeigt, die an jeder Flügelseite mit je sechs Federn ausgestattet war. Die Standarte wurde offenbar bis zum 22. April 1933 zusätzlich zur Vorgängerversion eingesetzt. |
|        | 1919–1921 | Flagge des Reichswehrministers  | Vom 27. September 1919 bis zum 31. Juli 1921 verwendet. Maße der Flagge 3:5. |
|        | 1921–1933 | Flagge des Reichswehrministers  | Wie vorige Flagge, jedoch jetzt in den Maßen 2:3. Eingeführt am 31. Juli 1921. Verwendet bis zum 14. März 1933. |

## Reichspostflagge
Hauptartikel: Reichspostflagge
| Flagge | Datum     | Bezeichnung      | Beschreibung |
| ------ | --------- | ---------------- | --- |
|        | 1919–1921 | Reichspostflagge | Festgelegt am 27. September 1919, veröffentlicht am 15. Oktober 1919. Verwendet bis 31. Juli 1921. Maße der Postflaggen: 2:3. |
|        | 1921–1933 | Reichspostflagge | Festgelegt am 11. April 1921, eingeführt am 31. Juli 1921. Verwendet bis zum 31. März 1933.                                   |

## Reichsdienstflaggen
| Flagge | Datum     | Bezeichnung                                      | Beschreibung |
| ------ | --------- | ------------------------------------------------ | --- |
|        | 1921–1933 | Dienstflagge der übrigen Reichsbehörden zu Lande | Festgelegt am 11. April 1921, eingeführt am 1. August 1921. Am 22. April 1933 abgeschafft. Maße aller Dienstflaggen: 2:3. Über die Verwendung von Dienstflaggen mit anderen Adlervarianten gibt es keine Belege |
|        | 1921–1926 | Dienstflagge der übrigen Reichsbehörden zur See  | Festgelegt am 11. April 1921 und bis zum Jahr 1926 verwendet. |
|        | 1926–1933 | Dienstflagge der übrigen Reichsbehörden zur See  | Die Reichsfarben wurden am 5. Mai 1926 hinzugefügt. Verwendet bis zum 31. März 1933. |

## Seedienstflaggen der Küstenländer
| Flagge | Datum     | Bezeichnung                           | Beschreibung |
| ------ | --------- | ------------------------------------- | --- |
|        | 1922–1933 | Seedienstflagge Preußens              | Festgelegt am 24. Februar 1922. Der schwarze Rand betrug ein sechstel der Flaggenhöhe unten und oben. Ab dem Jahr 1926 war die Bezeichnung Dienstflagge für Staatsfahrzeuge. Sie wurde am 2. Oktober 1933 in der Form des Adlers abgeändert. |
|        | 1919–1926 | Seedienstflagge Oldenburgs            | Die Staatsflagge Oldenburgs mit aufgelegtem, oval eingefasstem Oldenburger Wappen. Eingeführt am 3. Oktober 1919. Fälschlicherweise jedoch mit rotem dritten und viertem Quartier. Trotzdem offenbar bis zum Jahr 1926 so verwendet.         |
|        | 1926–1933 | Seedienstflagge Oldenburgs            | Die Korrektur der Wappenfarbe erfolgte am 29. Dezember 1926. So verwendet bis zum 27. Oktober 1933. |
|        | 1923–1933 | Seedienstflagge Mecklenburg-Schwerins | Die Handelsflagge mit einem zentral aufgelegtem Kreis und dem Mecklenburger Stierkopf. Festgelegt am 12. Juni 1923, eingeführt am 1. Juli 1923. Verwendet bis 7. Juli 1933.                                                                  |
|        | 1921–1933 | Seedienstflagge Bremens               | Die Reichs-Seedienstflagge mit dem kleinen Bremer Wappen. Eingeführt am 1. Januar 1922 nach Bekanntmachung vom 11. November 1921. Verwendet bis 7. August 1933.                                                                              |
|        | 1921–1933 | Flagge der Zollverwaltung Bremen      | Verwendungsdaten wie die Seedienstflagge. |
|        | 1921–1934 | Seedienstflagge Hamburgs              | Die Reichs-Seedienstflagge mit dem Hamburger Staatswappen. Eingeführt am 4. November 1921. Verwendet bis zum 3. März 1934. |
|        | 1922–1934 | Seedienstflagge Lübecks               | Die Reichs-Seedienstflagge mit dem Lübecker Wappen ohne Adler. Eingeführt am 1. Januar 1922 nach Bekanntmachung vom 25. Dezember 1921. Verwendet bis zum 3. März 1934.                                                                       |
|        | 1922–1933 | Flagge der Fischereiaufsicht Lübeck   | Verwendungsdaten wie die Seedienstflagge. |
|        | 1922–1933 | Flagge der Lotsenverwaltung Lübeck    | Verwendungsdaten wie die Seedienstflagge. |

## Dienstflaggen der Küstenländer für Binnenschifffahrt
Besondere Flaggen für die Binnenschifffahrt führten lediglich die Länder Mecklenburg und Lübeck. Lübecks Flaggen für Binnenschifffahrt wurden mit leicht vereinfachtem Adler aus dem Kaiserreich übernommen. Tatsächlich zur Verwendung kamen wohl nur die allgemeine Dienstflagge sowie diejenige der Fischereiaufsicht, während die anderen Versionen lediglich als möglich festgelegt wurden.
| Flagge | Datum       | Bezeichnung                                                      | Beschreibung                                                                           |
| ------ | ----------- | ---------------------------------------------------------------- | -------------------------------------------------------------------------------------- |
|        | 1923–(1935) | Dienstflagge für Binnenschifffahrt Mecklenburgs                  | Eingeführt durch Ministerialerlass vom 12. Juni 1923.                                  |
|        | 1921–(1935) | Dienstflagge für Binnenschifffahrt Lübecks                       | Bestätigt am 25. Dezember 1921                                                         |
|        | 1921–(1934) | Dienstflagge der Fischereiaufsicht für Binnenschifffahrt Lübecks | Bestätigt am 25. Dezember 1921                                                         |
|        | (1921)      | Dienstflagge der Lotsenverwaltung für Binnenschifffahrt Lübecks  | Am 25. Dezember 1921 als mögliche Version festgelegt, vermutlich jedoch nie verwendet. |
|        | (1921)      | Dienstflagge der Zollverwaltung für Binnenschifffahrt Lübecks    | Am 25. Dezember 1921 als mögliche Version festgelegt, vermutlich jedoch nie verwendet. |

## Reichsheer
Zunächst übernahm das Reichsheer die Flaggen, die bereits im Kaiserreich verwendet worden waren. Es handelte sich um lediglich drei Kommandozeichen, da es noch keine besonderen Rang- oder Erkennungszeichen für die Dienststellung oder Person gab. Erst 1925 wurden erweiterte Kommandozeichen eingeführt.
| Flagge | Datum       | Bezeichnung                                                                        | Beschreibung |
| ------ | ----------- | ---------------------------------------------------------------------------------- | --- |
|        | (1871)–1925 | Stab eines Armeeoberkommandos                                                      | |
|        | (1871)–1925 | Stab eines Armee-Korpskommandos, Generalkommandos oder Kommandos der Panzertruppen | |
|        | (1871)–1925 | Stab eines Divisionskommandos                                                      | |
|        | 1925–1927   | Chef der Heeresleitung                                                             | Eingeführt am 24. März 1925, verwendet bis zum Jahr 1927.                                                                                           |
|        | 1927–1933   | Chef der Heeresleitung                                                             | Verwendet von 1927 bis 1933 |
|        | 1925–1927   | Oberbefehlshaber einer Armeegruppe                                                 | Eingeführt am 24. März 1925, verwendet bis zum Jahr 1927. Hier die Flagge der ersten Armeegruppe von insgesamt zwei Armeegruppen.                   |
|        | 1927–1933   | Oberbefehlshaber einer Armeegruppe                                                 | Verwendet von 1927 bis 1933 |
|        | 1925–1927   | Kommandeur einer Division                                                          | Eingeführt am 24. März 1925, verwendet bis zum Jahr 1927. Hier der Stander der zweiten Division von insgesamt sieben Divisionen.                    |
|        | 1925–1927   | Kommandeur einer Kavallerie-Division                                               | Eingeführt am 24. März 1925, verwendet bis zum Jahr 1927. Hier der Stander der ersten Kavallerie-Division von insgesamt drei Kavallerie-Divisionen. |
|        | 1927–1933   | Kommandeur einer Division                                                          | Verwendet von 1927 bis 1933 |
|        | 1925–1933   | Infanterieführer                                                                   | Eingeführt am 24. März 1925, verwendet bis zum Jahr 1933. Hier der Stander der vierten Division.                                                    |
|        | 1925–1933   | Artillerieführer                                                                   | Eingeführt am 24. März 1925, verwendet bis zum Jahr 1933.                                                                                           |

## Reichsmarine
Bis zum Jahr 1921 wurden die Flaggen des Kaiserreichs weitergeführt. Ab dem 1. Januar 1922 traten zum Teil neue Flaggen in Kraft.
| Flagge | Datum       | Bezeichnung                   | Beschreibung |
| ------ | ----------- | ----------------------------- | --- |
|        | Seit 1871   | Admiral                       | |
|        | Seit 1871   | Vizeadmiral                   | |
|        | Seit 1871   | Konteradmiral                 | |
|        | Seit 1871   | Kommodore/Dienstaltersstander | Wurde der Stander im Topp gesetzt, handelte es sich um einen Kommodore-Stander, wurde er an der Rahe gesetzt, handelte es sich um den Dienstaltersstander                                       |
|        | Seit 1871   | Flotillenstander              | |
|        | Seit 1871   | Halbflottille/Führerstander   | Wurde der Stander im Topp gesetzt, handelte es sich um den Stander einer Halbflottille, ab dem 1. Januar 1922 handelte es sich um einen Führerstander, sofern dieser an der Rahe gesetzt wurde. |
|        | (1902)–1921 | Führerstander                 | Der Führerstander wurde zunächst aus dem Kaiserreich übernommen. Er wurde am 1. Januar 1922 durch den vorangehend beschriebenen Halbflotillenstander ersetzt.                                   |
|        | Seit 1871   | Kommandowimpel                | |
|        | 1922–1933   | Lotsenrufflagge               | Eingeführt am 10. März 1922. Verwendet bis 21. Juni 1933. Die Handelsflagge umgeben von einem weißen Streifen von 1/5 der gesamten Flaggenhöhe.                                                 |

## Schiffssonderflaggen
| Flagge | Datum     | Bezeichnung                          | Beschreibung                                                                                      |
| ------ | --------- | ------------------------------------ | ------------------------------------------------------------------------------------------------- |
|        | 1926–1933 | Reichskriegsflagge des Kaiserreichs  | Ab 1926 an jedem 31. Mai auf allen Schiffen der Kriegsmarine gehisst. (Tag der Skagerrakschlacht) |
|        | 1922–1933 | Toppflagge des Linienschiffs Preußen |                                                                                                   |
|        | 1922–1933 | Toppflagge des Kreuzers Hamburg      |                                                                                                   |